# Merremia wurdackii
Merremia wurdackii är en vindeväxtart som beskrevs av D.F. Austin och G.W. Staples. Merremia wurdackii ingår i släktet Merremia och familjen vindeväxter. Inga underarter finns listade i Catalogue of Life.